# Jessica Draskau-Petersson
Jessica Margaret Aida „Jess“ Draskau-Petersson  (* 8. September 1977 in Gentofte) ist eine dänische Duathletin, Triathletin, Langstreckenläuferin und zweifache Olympionikin (2012, 2016).

## Werdegang
Draskau-Petersson wurde in Dänemark geboren und sie besitzt die doppelte Staatsbürgerschaft: Dänisch und Manx (Isle of Man).
1990 zog sie mit ihrer Familie nach Großbritannien.
Sie startet seit 2004 als Profi-Athletin für das Vereinigte Königreich.
2004 wurde sie beim Powerman in Zofingen Duathlon-Vize-Weltmeisterin auf der Langdistanz und konnte diesen Erfolg 2005, 2006 und 2009 noch drei Mal wiederholen.
Nach einer 4-jährigen Pause ging sie im August 2012 für Dänemark in London bei den Olympischen Sommerspielen auf der Marathon-Distanz an den Start und belegte den 40. Rang.
Bei den Olympischen Sommerspielen 2016 erreichte die 39-Jährige am 14. August wieder den 40. Platz im Marathon mit einer Zeit von 2:36:14 Stunden.
Draskau-Petersson startet für den Verein Aarhus 1900.

## Sportliche Erfolge
| Datum/Jahr    | Rang | Wettbewerb                   | Austragungsort | Zeit     | Bemerkung                       |
| ------------- | ---- | ---------------------------- | -------------- | -------- | ------------------------------- |
| 14. Aug. 2016 | 40   | Olympische Sommerspiele 2016 | Rio de Janeiro | 02:36:14 |                                 |
| 5. Aug. 2012  | 40   | Olympische Sommerspiele 2012 | London         | 02:31:43 | mit neuer persönlicher Bestzeit |
| 22. Apr. 2012 |      | London-Marathon              | London         | 02:34:56 |                                 |

| Datum/Jahr   | Rang | Wettbewerb            | Austragungsort | Zeit | Bemerkung |
| ------------ | ---- | --------------------- | -------------- | ---- | --------- |
| 2006         | 4    | Ironman Coeur d’Alene | Idaho          |      |           |
| 2005         | 4    | Ironman New Zealand   | Taupō          |      |           |
| 4. Juli 2004 | 3    | Ironman Austria       | Klagenfurt     |      |           |
| 2004         | 5    | Ironman New Zealand   | Taupō          |      |           |

| Datum/Jahr    | Rang | Wettbewerb                                        | Austragungsort | Zeit     | Bemerkung |
| ------------- | ---- | ------------------------------------------------- | -------------- | -------- | --- |
| 2009          | 2    | Powerman Zofingen                                 | Zofingen       | 07:27:12 | Powerman-Vize-Weltmeisterin                                                                                    |
| Aug. 2006     | 2    | Powerman Zofingen                                 | Zofingen       | 08:08:15 | Powerman-Vize-Weltmeisterin, hinter der Ungarin Erika Csomor (10 km Laufen, 158 km Radfahren und 30 km Laufen) |
| 26. Aug. 2006 | –    | ETU European Triathlon Long Distance Championship | Almere         | DNF      | Triathlon-Europameisterschaft                                                                                  |
| 28. Mai 2006  | 5    | ITU Duathlon Long Distance World Championships    | Fredericia     | 04:11:40 | Duathlon-Weltmeisterschaft auf der Langdistanz (15 km Laufen, 90 km Radfahren und 7,5 km Laufen)               |
| 2005          | 2    | Powerman Zofingen                                 | Zofingen       | 07:32:20 | Powerman-Vize-Weltmeisterin                                                                                    |
| 24. Apr. 2005 | 3    | Powerman Holland                                  | Venray         | 03:07:29 | Dritte bei der Duathlon-Europameisterschaft                                                                    |
| 1. Aug. 2004  | 4    | ITU Duathlon Long Distance World Championships    | Fredericia     | 05:46:13 | Duathlon-Weltmeisterschaft auf der Langdistanz                                                                 |
| Juni 2004     | 2    | Powerman Zofingen                                 | Zofingen       | 07:30:17 | Powerman-Vize-Weltmeisterin                                                                                    |

(DNF – Did Not Finish)